# Kalinjar
Kalinjar (apareix transcrit de vegades com Kalindjar i també com Kalanjar o Kalanjara d'un títol de Xiva) és una vila i fortalesa del districte de Banda a Uttar Pradesh, Índia, propera a la ciutat i grup de temples de Kajuraho, situada en un turó aïllat al final de les muntanyes Vindhya a una altura de 373 metres, des de les que es dominava la plana del Bundelkhand. La part superior del turó era una plana però les parets eren pràcticament impossibles d'escalar. El cim pla tenia un circuit de 7 o 8 km i estava fortificat per una muralla que sortia just des de la vora mateix; l'accés era per unes escales i camí que passava per set portes; hi havia diversos tancs d'aigua i es conserven les restes d'alguns temple i inscripcions religioses, sent l'únic en acceptable estat el dedicat a Nilkanth; també hi ha algunes coves amb inscripcions.
La població és localment anomenada Tarahti, i està situada al peu del turó i és d'importància menor però les ruïnes i les residències de luxe i altres restes antigues que testimonien la seva antiga importància, la fan un lloc adient per prosperar amb el turisme. La població el 1901 era de 3.015 habitants.

## Història
Kalinjar era una de les fortaleses més antigues del Bundelkhand. Apareix esmentada com Ratnakuta, Mahagiri (Gran Turó) i Pingalu (Turó marron-groc) però la mateixa denominació Kalinjar és també molt antiga i ja esmentada al Mahabhrata i podria ser la fortalesa esmentada per Claudi Ptolemeu amb el nom de Tamasis. Hauria estat frotificada segons la tradició per Chandra Brim o Varmma, el llegendari fundador de la dinastia Chandela. Abans de la construcció de les fortificacions hi havia diversos temples hindús segurament obra dels reis Bargujar (vers 150-250) després (segle v) integrats a l'imperi Gurjara-Pratihara, dels quals els chandela foren una derivació.
Ferishta diu que la va fundar Kedar Nath, un suposat contemporani de Mahoma al segle vii, i esmenta al rei de Kalinjar com un aliat de Jaipal, raja de Lahore, en la seva desafortunada invasió de Gazni el 978. Un raja de Kalinjar va estar present a la batalla de Peshawar lliurada per Anand Pal el 1008 quan va mirar d'aturar l'avanç de Mahmud de Gazni en la seva quarta expedició. El 1021 Ganda o Nanda, el raja chandela de Kalinjar. va derrotar el raja de Kanauj; el 1023 Mahmud de Gazni va assetjar Kalinjar però finalment va fer un acord amb el raja.
Després de ser derrotat per Prithwi Raj Chauhan de Delhi el 1182, el raja chandela va traslladar la seva capital des de Mahoba a Kalinjar. El 1203 Qutb-ad-Din Àybak, el virrei gúrida, va ocupar Kalinjar i va convertir els temples en mesquites, però sembla que la conquesta no va durar gaires anys, ja que el 1234 i el 1251 s'esmenten altres atacs musulmans contra la fortalesa que va caure en mans de Malik Nusrat al-Din que hi va fer un gran botí; el 1247 el sulta Nasr al-Din Mahmud Shah (1246-1266) va dominar la regió a l'entorn però res es diu de la fortalesa mateix i en tot cas hi ha inscripcions chandeles a la fortalesa posteriors a aquesta data i almenys fins al final del segle XIII. Després desapareix de la història.
Torna a aparèixer el 1530 quan Humayun, emperador mogol fill de Baber, la va assetjar, i la va atacar intermitentment durant deu anys. El 1545 Sher Shah Suri la va atacar i durant el setge una flama va rebotar a les parets cap al lloc on era el sultà afganès i va fer esclatar una quantitat de pólvora; Sher Shah va patir horribles cremades de les quals va morir l'endemà; però abans de morir va ordenar l'assalt que fou executat amb èxit; el seu fill Jalal Khan fou coronat a la mateixa Kalinjar amb el nom d'Islam Shah Suri (1545-1554). El 1569 Majnun Khan va atacar la fortalesa en nom d'Akbar el Gran, i la va obligar a rendir-se. Akbar la va erigir en capçalera d'un sarkar i la va cedir en jagir a la favorita imperial Raja Birbal.
Més tard va caure en mans dels bundeles i a la mort del cap bundela Chhatarsal el 1734, va passar a Hardeo Sah de Panna. Els seus descendents la van conservar fins que la van concedir en administració a Kaim Ji, un dels seus servidors. El maratha Ali Bahadur la va assetjar per dos anys sense èxit. Després de l'ocupació britànica el 1803, el raja local Daryau Singh (de la nissaga de Kaim Ji) fou confirmat en la possessió del fort i territori (1804) però la seva hostilitat va culminar el 1812 amb l'atac britànic dirigit pel coronel Martindell; si bé l'atac va fracassar, el raja es va rendir al cap de 8 dies i va cedir la fortalesa a canvi d'obtenir terres a la plana.
Durant el motí de 1857 una petita guarnició britànic en va conservar la possessió amb l'ajut del raja de Panna. Finalment el 1866 les fortificacions foren desmantellades.